# Tomasz Matkowski
Pour les articles homonymes, voir Matkowski.
Tomasz Matkowski, né en 1952 à Varsovie, en Pologne, est un écrivain polonais, auteur de roman policier et de littérature d'enfance et de jeunesse.

## Biographie
Il fait des études au lycée français de Varsovie, puis des études universitaires en philologie romane. En 1975, il commence une carrière de traducteur du français vers le polonais. Il traduit, entre autres, des œuvres de Roger Caillois, Boris Vian et Roland Topor.
En 1984, son premier roman, Le Dévisagé, interdit en Pologne jusqu'en 1993, où il paraît alors sous le titre Opowieści niebiańskie, est édité en France par les éditions Denoël, accompagné de quelques nouvelles. En 1989, son deuxième roman, Gangsterski, est écrit directement en français. La version polonaise qu'en donne l'auteur ne paraît en Pologne qu'en 2005. Ce roman raconte les aventures de deux professionnels de la mafia envoyés à Varsovie pour récupérer une valise contenant de la drogue, mais le milieu urbain singulier et inerte de la capitale polonaise désoriente totalement les deux malfrats qui ont toutes les peines du monde à réussir leur mission. Pour Jean-Claude Alizet, construit sur une trame policière, ce récit est surtout l'occasion de découvrir « un univers kafkaïen et ubuesque à la fois ».
Tomasz Matkowski est également auteur d'ouvrages en polonais de littérature d'enfance et de jeunesse.

## Œuvre

### Romans
- Le Dévisagé, Paris, Éditions Denoël (1984)  (ISBN 2-207-23028-7)
- Gangsterski, Paris, Éditions Denoël (1989)  (ISBN 2-207-23630-7)
- Paravie, Paris, Éditions Denoël (1993)  (ISBN 2-207-24033-9)
- Polowaneczko, Varsovie, Wydawnictwo Nowy Świat (2009)

### Littérature d'enfance et de jeunesse
- Mysza na wakacjach, Sic! (2004)
- Mysza i niedzwiedz maja dziecko, Varsovie, Nowy Swiat (2006)
- I Bog stworzyl delfina czyli potrawka z czlowiekow, Varsovie, Nowy Swiat  (2008)
- Mysza górą, Varsovie, Instytut Wydawniczy Latarnik (2010)

## Sources
: document utilisé comme source pour la rédaction de cet article.
- Claude Mesplède (dir.), Dictionnaire des littératures policières, vol. 2 : J - Z, Nantes, Joseph K, coll. « Temps noir », 2007, 1086 p. (ISBN 978-2-910-68645-1, OCLC 315873361), p. 334.